# 断雲
『断雲』（だんうん）は、1924年（大正13年）製作・公開、山本嘉次郎監督の日本の長篇劇映画である。多くのリストで山本の「監督デビュー作」とされている映画であるが、東亜キネマでの1作目である。白黒、現代劇のサイレント映画である。

## 略歴・概要
監督の山本嘉次郎は1923年（大正12年）9月1日の関東大震災の後、東京の映画芸術協会を去り、須田鐘太（1895-1955、京都帝国大学土木科中退後映画界に転じ、のちに大映取締役・東京撮影所長となる）とともに、帝国キネマ演芸小阪撮影所に助監督として就職した横田豊秋（のちの宇留木浩）を追って大阪に出て、須田とともに、兵庫県西宮市香櫨園に移転したキネマ旬報社に入った。1924年（大正13年）、同社社長の田中三郎の紹介で、西宮市甲陽園にある東亜キネマ甲陽撮影所に監督として入社した。
当時、撮影所の監督部はヴェテランの助監督が多数在籍し、監督として1本撮る前に、形式的に助監督を1本務めなければならなかった。徳永フランクに気に入られたが、固辞し、「おとなしいオッサン」山根幹人監督の『伊藤巡査』について1本助監督を務め、監督したのが本作である。同時期、横田豊秋も同撮影所に移籍し、本作の監督助手となった。
本作は、神戸港を舞台にする密輸入を巡る犯罪映画である。山本が助監督を務めた『伊藤巡査』に主演した岩城有明（岩城友明）が出演している。山本が尊敬する牧野省三が所長を務める甲陽撮影所での初号試写の際に、牧野の隣に座り緊張したが、牧野は終始居眠りをしていた。上映が終わると牧野に褒められたが、がっかりしたとのちに『カツドウヤ紳士録』（大日本雄弁会講談社、1951年）で山本は述懐している。本作は同年10月1日に公開された。

## スタッフ・作品データ
- 製作 : 牧野省三
- 監督 : 山本嘉次郎
- 原作・脚色 : 丘虹二
- 撮影 : 荒川勝弥
- 監督助手 : 横田豊秋

- 製作 : 東亜キネマ甲陽撮影所
- 上映時間（巻数） : 6巻
- フォーマット : 白黒映画 - スタンダードサイズ（1.33:1） - サイレント映画
- 初回興行 : 神戸・港座

## キャスト
- 関操 - 中村常吉
- 鈴木澄子 - 妹お愛
- 高田稔 - 若柳芳夫
- 竹村信男 - 山下敬三
- 牧実 - 坊主
- 岩城秀哉 - 南京の辰
- 岩城有明 - 印度の虎

## 註
1. ↑  『カツドウヤ紳士録』、山本嘉次郎、大日本雄弁会講談社、1951年、p.122.
2. ↑  『人事興信録　第17版 上』1953 「須田鐘太」
3. ↑  『カツドウヤ紳士録』、p.117.
4. 1 2 3  『カツドウヤ紳士録』、p.119.
5. ↑  『カツドウヤ紳士録』、p.121.
6. ↑  『日本映画監督全集』、キネマ旬報社、1976年、p.442, 「横田豊秋」の項、執筆岸松雄。
7. 1 2  『カツドウヤ紳士録』、p.124-125.